# Actinostemon
Actinostemon é um género botânico pertencente à família Euphorbiaceae.

## Sinonímia
- Dactylostemon Klotzsch

## Espécies
Constituido por 52 espécies. As principais são:
- Actinostemon caribaeus
- Actinostemon communis
- Actinostemon concolor
- Actinostemon grandifolius
- etc.